# 378
El 378 (CCCLXXVIII) fou un any comú començat en dilluns del calendari julià.

## Esdeveniments
- Els gots derroten l'Imperi Romà d'Orient en la batalla d'Adrianòpolis, en la qual mor l'emperador Valent.
- Ofensiva dels alamans a la futura França.